# Sailor Moon SuperS – Czarodziejka z Księżyca: Film kinowy
Sailor Moon SuperS – Czarodziejka z Księżyca: Film kinowy (jap. 美少女戦士セーラームーンSuperS セーラー９戦士集結！ブラック・ドリーム・ホールの奇跡 Bishōjo Senshi Sērā Mūn Sūpā Esu: Sērā Kyū Senshi Shūketsu! Burakku Dorīmu Hōru no Kiseki) – trzeci film pełnometrażowy z serii Czarodziejka z Księżyca. Angielska nazwa tego filmu to Sailor Moon Super S the Movie: Black Dream Hole.
Film został wydany na VHS przez Planet Manga oraz na DVD z polskim dubbingiem przez wydawnictwo Anime Eden 24 sierpnia 2018 roku.

## Opis fabuły
Główną bohaterką filmu jest Chibiusa. Film rozpoczyna się od pokazania spokojnego miasteczka w czasie nocy, kiedy to nagle tajemnicza osoba grając na flecie budzi dzieci, i hipnotyzując, zmusza je do przyjścia na statek. Wkrótce potem młody Elf, imieniem Perle, poznaje Chibiusę i zaprzyjaźnia się z nią. Kolejnej nocy, dzieci ponownie są podstępem porywane w czasie snu. Tym razem porwana zostaje także Chibiusa. Perle wyjaśnia Czarodziejkom, że stoi za tym zła królowa Badiyanu, czerpiąca moc z Czarnej Dziury Snów i wyrusza z nimi na ratunek.

## Obsada
Lista aktorów:
- Chika Sakamoto jako Perle
- Kae Araki jako Chibiusa/Mała Czarodziejka z Księżyca
- Kotono Mitsuishi jako Usagi Tsukino/Czarodziejka z Księżyca
- Aya Hisakawa jako Ami Mizuno/Czarodziejka z Merkurego
- Emi Shinohara jako Makoto Kino/Czarodziejka z Jupitera
- Keiko Han jako Luna
- Michie Tomizawa jako Rei Hino/Czarodziejka z Marsa
- Nobuo Tobita jako Poupelin
- Rika Fukami jako Minako Aino/Czarodziejka z Wenus
- Rihoko Yoshida jako Badiyanu
- Tohru Furuya jako Mamoru Chiba/Tuxedo Kamen
- Yasuhiro Takato jako Artemis
- Ayako Ono jako Bonbon Babies
- Chiyoko Kawashima jako Setsuna Meiō/Czarodziejka z Plutona
- Emi Uwagawa jako Bonbon Babies
- Kazuya Nakai jako Oranja
- Kumiko Nishihara jako Diana
- Masako Katsuki jako Michiru Kaiō/Czarodziejka z Neptuna
- Megumi Ogata jako Haruka Tenō/Czarodziejka z Urana
- Nobuhiko Kazama jako Pananu

## Dubbing angielski
Reżyseria/Tłumaczenie: Rika Takamashi
- Julie Lemieux jako Peruru
- Terri Hawkes jako Serena/Sailor Moon
- Tracey Hoyt jako Rini/Sailor Mini-Moon
- Jill Frappier jako Luna
- Karen Bernstein jako Amy/Sailor Mercury
- Katie Griffin jako Raye/Sailor Mars
- Kirsten Bishop jako Badiyanu
- Robert Tinkler jako Pupulan
- Ron Rubin jako Artemis
- Stephanie Morgenstern jako Mina/Sailor Venus
- Susan Roman jako Lita/Sailor Jupiter
- Vince Corazza jako Darien/Tuxedo Mask
- Barbara Radecki jako Michelle/Sailor Neptune
- Naomi Emmerson jako Diana
- Sabrina Grdevich jako Trista/Sailor Pluto
- Sarah LaFleur jako Amara/Sailor Uranus

## Wersja polska
Opracowanie wersji polskiej: na zlecenie Anime Eden – Studio PDK – 2017 rok

Udźwiękowienie: Studio Skit

Reżyseria i dialogi: Dariusz Kosmowski

Tłumaczenie: Agnieszka Budzich

Adiustacja: Seweryn Jach i Kamil Pozorski

Dźwięk: Przemysław Jóźwik

Montaż: Dariusz Kosmowski

Zgranie i miks: Kamil Pozorski

Kierownictwo produkcji: Dominika Grams

W wersji polskiej udział wzięli:
- Aleksandra Kowalicka – Usagi Tsukino
- Alicja Kozieja – Chibiusa
- Michał Rosiński – Peruru
- Agnieszka Wiśniewska –
  - Badiyanu,
  - dziewczyna

W pozostałych rolach:
- Katarzyna Owczarz – Makoto Kino
- Julia Kołakowska-Bytner – Minako Aino
- Zuzanna Galia – Ami Mizuno
- Jagoda Stach – Rei Hino
- Marcin Franc – Pupuran
- Maksymilian Bogumił – Mamoru Chiba
- Anna Kózka – Haruka Tenō
- Aleksandra Radwan – Michiru Kaiō
- Afrodyta Weselak – Setsuna Meiō
- Marta Czarkowska –
  - Diana,
  - Cukierkowe Dzieci
- Dariusz Kosmowski – Bananu
- Magdalena Krylik – Luna
- Tomasz Steciuk – Artemis
- Karol Gajos –
  - Oranja,
  - gwary
- Sebastian Perdek – spiker w radiu
- Oliwia Dymowska –
  - dziewczynka 1,
  - dziewczynka 2
- Jan Owczarz – chłopiec
- Dominika Grams –
  - mama,
  - gwary
- Michał Chiliński – gwary
- Bartosz Moskalski – gwary
- Katarzyna Pietras – gwary
- Michał Rzodkiewicz – gwary
- Michał Szczepański – gwary
- Monika Stalewska – gwary
- Sergiusz Żymełka – gwary

Czytała: Danuta Stachyra

## Ścieżka dźwiękowa
- Piosenka czołówki: "Moonlight Densetsu" śpiewa Moon Lips
- Piosenka końcówki: "Morning Moon de Aimashou" śpiewa Pretty Cast